# Wisu
Wisu (o Isu) es el nombre de la región del Kama Superior (moderno krai de Perm) en las obras de los viajeros árabes medievales como Abu Hamid al-Gharnatiy Ahmad ibn Fadlan. Mencionan el área como tributaria de la Bulgaria del Volga. En las crónicas rusas esta región es conocida como Gran Perm.